# Ram Dass
Ram Dass (nascido Richard Alpert; Boston, 6 de abril de 1931 – Maui, 22 de dezembro de 2019), também conhecido como Baba Ram Dass, foi um professor espiritual, guru da yoga moderna, psicólogo e escritor estadunidense. Seu best-selling é uma obra de 1971, Be Here Now, que foi descrita por vários revisores como "seminal" e ajudou a popularizar a filosofia oriental no Ocidente. Ele foi autor ou co-autor de mais doze livros sobre espiritualidade nas quatro décadas seguintes, incluindo Grist for the Mill (1977), How Can I Help? (1985) e Polishing the Mirror (2013).
Dass era amigo pessoal e profissional de Timothy Leary, da Universidade Harvard, no início dos anos 1960. Até então conhecido como Richard Alpert, ele conduziu pesquisas com Leary sobre os efeitos terapêuticos de drogas psicodélicas. Além disso, auxiliou o estudante de pós-graduação Walter Pahnke, da Harvard Divinity School, em seu "Experimento da Sexta-feira Santa" em 1962 com estudantes de teologia, experiência reconhecida como o primeiro estudo científico controlado e duplo-cego sobre drogas e misticismo. Embora não fosse ilegal na época, sua pesquisa foi controversa e levou à demissão de Leary e Alpert de Harvard em 1963.
Em 1967, Alpert viajou para a Índia e se tornou discípulo do guru Neem Karoli Baba, que lhe deu o nome de Ram Dass (em tradução livre, servo de Rama). Nos anos seguintes, fundou as organizações de caridade Seva Foundation e Hanuman Foundation. Ele viajou extensivamente dando palestras e retiros e realizando campanhas de arrecadação de fundos para causas de caridade nas décadas de 1970, 80 e 90. Em 1997, teve um derrame que o deixou com paralisia e afasia de Broca. Em seguida, ele passou a interpretar este evento como um ato de graça, aprendendo a falar novamente e continuando a ensinar e escrever livros. Depois de ficar gravemente doente durante uma viagem à Índia em 2004, ele desistiu de viajar e se mudou para Maui, no Havaí, onde realizou retiros anuais com outros professores espirituais até sua morte em 2019.